# Vincent Cobos
Vincent Cobos (Strasburgo, 4 marzo 1965) è un ex calciatore francese di origini spagnole, di ruolo difensore.
È fratello di José Cobos, anch'egli calciatore.